# Otomantis casaica
Otomantis casaica är en bönsyrseart som beskrevs av Max Beier 1934. Otomantis casaica ingår i släktet Otomantis och familjen Hymenopodidae. Inga underarter finns listade i Catalogue of Life.